# 기생령
기생령은 2011년에 개봉했던 대한민국의 영화로 기생과 령은 기생하는 귀신이란 뜻이다

## 캐스팅
- 한다감 : 서니 역
- 이형석 : 빈 역
- 효민 : 유린 역
- 박성민 : 장환 역
- 백수련 : 귀옥 역
- 김진성 : 기진 역
- 황지현 : 가희 역
- 장선호 : 장연 역
- 박민수 : 창기 역
- 허정범 : 성욱 역
- 설주영 : 빈 담임 역
- 전병철 : 반장 역
- 박혜진 : 장연 모 역
- 티아라
- 노민우 : 철웅 역 (특별출연)
- 은정 (특별출연)